# Armin Chodzinski

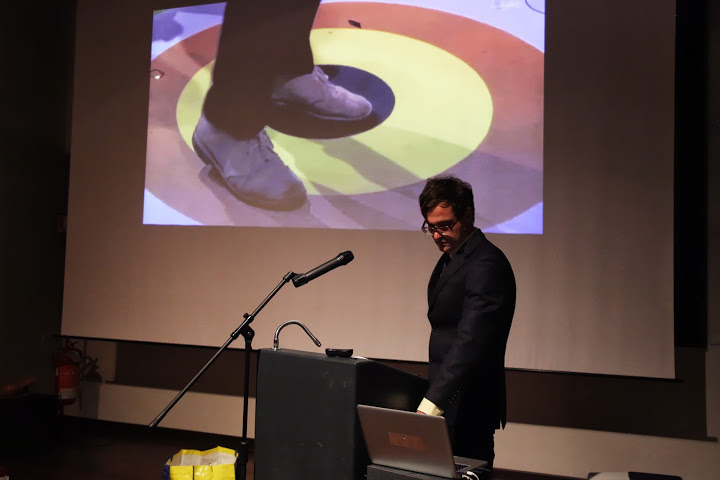
Armin Chodzinski (2018)

Armin Chodzinski (* 1970 in Hamburg) ist ein in Hamburg lebender Künstler, Autor und Performer.

## Leben
Armin Chodzinski studierte von 1993 bis 1998 an der Hochschule für Bildende Künste Braunschweig bei Thomas Huber und Raimund Kummer. Aus seiner Beschäftigung mit der Frage nach der gesellschaftlichen Relevanz von zeitgenössischer Kunst entstand 1998 das Projekt Armin Chodzinski muß ins Management, welches ihn unter anderem in das Management der SPAR Handels AG und Unternehmensberatungen führte.
In diversen Ausstellungen und Performance Lectures verhandelte er das erfahrungsbasierte Beziehungsgeflecht zwischen Kunst und Wirtschaft in der Öffentlichkeit. Von 2001 bis 2009 führte er gemeinsam mit Claus Noppeney die Beratungs- und Forschungsplattform CNC für Organisation & visuelle Kultur, Geschäftsprozess & Form, Management & Bildkompetenz. Von 2003 bis 2006 promovierte Armin Chodzinski an der Universität Kassel im Fachbereich Anthropogeographie zur historischen Genese der Beziehung zwischen Kunst und Wirtschaft von Peter Behrens, Emil Rathenau bis zum dm-drogerie markt. Von 2009 bis 2012 arbeitete er als Dozent und Forscher an der Hochschule Luzern Design&Kunst an einem Forschungsprojekt zur aktuellen Situation zwischen Kunst und Wirtschaft. Als Dozent an diversen Universitäten und Hochschulen in Deutschland, England und der Schweiz unterrichtet er zu den Themen Kunst, Wirtschaft, Urbanismus und gesellschaftlichen Bedingtheiten (z. B. Universität St. Gallen, Zürcher Hochschule der Künste u. a.).
Weiterer Schwerpunkt seiner künstlerischen und publizistischen Tätigkeiten ist die Auseinandersetzung mit dem urbanen Raum, als ein Destillationspunkt der gesellschaftlichen Verhältnisse, und die Verkrampfung als Handlungsphänomen der Wissensgesellschaft.
Seit 1998 entwickelt Chodzinski in Performance, Lectures und Ausstellungen eine Praxis zwischen Vermittlung, Selbstexperiment und Forschung, die er sowohl in Theatern und Ausstellungsräumen als auch im Radio und Fernsehen weiterentwickelt.
Beispiele hierfür sind unter anderen das Radio Feature Wir nennen es Corporate Song aus dem Jahr 2010, seine Sendung zum Thema der Mod (Subkultur) im Rahmen der Konspirativen Küchenkonzerte 2011 auf ZDFkultur, die Lecture Performance Show Den letzten beissen die Hunde am Internationalen Sommerfestival 2012 auf Kampnagel in Hamburg oder die Beteiligung an der Ausstellung Metaphern des Wachstums im Kunstverein Hannover 2011.
Zwischen 1998 und 2008 war er Herausgeber der Zeitung Revision und der E-Mail-Publikation raubkopie. Armin Chodzinski ist Mitglied im Deutschen Künstlerbund.
Jürgen Ziemer in Der FREITAG, 25. März 2014: „Was dieser Mann so veranstaltet, lässt sich wohl am besten als Kunst-Musik-Bildungs-Revuen beschreiben. Lecture Shows nennt er es selbst. Man könnte wahrscheinlich auch sagen: Armin Chodzinski tanzt die Theorie. [...] Extra ein bisschen verkrampft. Um Konstruktion und Dekonstruktion bemüht. Und: selbstverständlich mit Krawatte.“
Seit 2015 entwickelt er gemeinsam mit dem Komponisten und Musiker Nis Kötting die Feature-Reihe Dr. C.'s Conversationslexikon – Eine ökonomische Radiofeature-Reihe mit und ohne Publikum  für den SWR. Bisher: A wie Aktien, C wie Corporate Identity, D wie Digiatlisierung, E wie Effizienz, F wie Feierabend, G wie Geld, I Wie Innovation, L wie Lobby, M wie Management, N wie Nachhaltigkeit, P wie Projekt, S wie Schulden, T wie Tanzen, V wie Verantwortung, W wie Wachstum. Jochen Meißner schreibt dazu in der Medienkorrespondenz, Heft 20/2015, 16. Mai 2015: „In „Dr. C.’s Conversationslexikon“, das der SWR als eine „Radio-Revue-Reihe zur Therapie grassierender Ahnungslosigkeit“ angekündigt hat, gibt Armin Chodzinski wieder den etwas verkrampften Privatgelehrten im lachsfarbenen Anzug. Als Vortragender breitet er die Schätze seines Wissens aus: sprunghaft und assoziativ, eine Wunderkammer voller Pretiosen, die nebeneinander funkeln und deren Kontext sich erst im Kopf des Hörers herstellen muss.“
Seit 2017 berät Chodzinski Unternehmen, zum Beispiel entwickelte und begleitet er das Förderprogramm Tor 4 – BASF fördert Kunst als künstlerischer Berater.
Chodzinski war von 2017 bis 2020 Gastprofessor für Interdisziplinäre künstlerische Praxis und Theorie an der Universität der Künste Berlin.

## Ausstellungen (Auswahl)
- Neuspréch, Zentrum für Künstlerpublikationen, Weserburg – Museum für moderne Kunst, 2020 (Titel von Neusprech inspiriert)[17]
- Eismeer und Nebelwanderer, Galerie im Marstall, Ahrensburg, 2018 (Einzelausstellung)
- …und eine Welt noch! Hanne Darboven im Kontext, Kunsthaus Hamburg, 2016
- Stipendiatenausstellung, Kunstverein im Harburger Bahnhof, Hamburg, 2016
- Expedition in v(oy)age Vorstellungen. Im Rahmen von Planet B – 1000 Ideen für eine neue Welt. NRW Kunstforum, Düsseldorf, 2016
- Hans Castorp. (Rosenquist, Horizon Home Sweet Home, 1970, revisited), Galerie Dorothea Schlüter, Hamburg, 2015 (Einzelausstellung)
- Malkontentista! Oder: Hans Castorp II, Projectspace Uqbar, Berlin, 2015 (Einzelausstellung)
- Variete Chinois, Galerie Julia Garnatz, Köln, 2014 (Einzelausstellung)
- Stipendiatenausstellung, Kunsthaus Hamburg, 2014
- Innenansichten – Ökonomisierung des Privaten, Golden Eagle Art Center, Nanjing/China, 2013
- Like Anselm Kiefer!, Museum Werburg, Bremen, 2013 (Einzelausstellung)
- Bandsalat – Die Kassette in der zeitgenössischen Kunst, Studienzentrum Künstlerpublikationen, Museum Werserburg, 2013
- Sonne, Musik und schwierige Verhältnisse, Galerie Julia Garnatz Köln, 2011
- Über die Metapher des Wachstums, Kunstverein Hannover, 2011
- What if they were right?, Galerie Antje Wachs, Berlin, 2011
- Du Dialogue Sociale, Motorenhalle Dresden, 2008
- Vom gutgekleideten Tätigsein, widerständigem Tanzen und liberalen Städten, Kunstverein Hildesheim, 2007
- Like Anselm Kiefer!, RockPopMuseum Gronau, 2005
- permanent produktiv, Kunsthalle Exnergasse Wien (A), 2004
- Atelier Europa, Kunstverein München, 2004[18]
- Critique is not enough, Shedhalle Zürich (CH), 2003
- Betriebsanalyse, Kunstraum Linz (A), 2003
- Ready2capture, Artgenda Ostsee-Biennale, Hamburg, 2002
- realwork, Werkleitz Biennale, Werkleitz/Tornitz, 2000[19]
- Armin Chodzinski muß ins Management, Art Max, Braunschweig, 1998

## Lecture Shows / Performances (Auswahl)
- #drcprologe: Freiheit II, Berliner Hörspielfestival, 2021
- How does it feel – A Sermon, Berliner Festspiele, 2016
- Es ist der Alltag, Kunstverein im Harburger Bahnhof, Hamburg, Mit Gerd Bauder, 2016
- Max Clement Foundation: Allegorie der Unsterblichkeit – Was Sie schon immer über Wachstum wissen wollten, Kampnagel, Hamburg, 2014
- Zärtlicher Opportunismus, Kunstverein Hamburg, 2013
- Herr C. erklärt: Wetten, Berliner Festspiele mit Nis Kötting, 2013
- The Contractors, Kampnagel Hamburg mit Sibylle Peters, 2013
- When talk was Cheap, Salon Suisse/Biennale Venedig, Venedig/Italien, 2013
- Die Allegorie der Unsterblichkeit, 2012/13 (mit Bandmaster Fresh)
- Ressource Baby! Eine Revue über Nutzen, Brauchen und Handeln. 2011 (mit Max Clement Movement)[20]
- Volksparkett Business Lounge – Drei Abende zu Fußball und Kunst (mit Martin Kreidt)Thalia Theater Hamburg, 2011
- Die Unruhen des Herrn C. – Ein Vaudeville zu Verkrampfung und Nervosität, Nationaltheater Weimar, e-werk / Thalia Theater 2010
- Catchy Tunes for Catchy People – Zur Gegenwart der Unternehmenshymne, Kampnagel Hamburg, 2009
- Sophisticated Society – Schule, Wissen, Bildung... und Ökonomie, Schwankhalle Bremen, 2009
- This Town – is comin`like a Ghost Town, Noroomgallery, Vereinsheim FC Porto Wilhelmsburg, 2009
- In the City – Tales of a helpless Dancer, Kunsthalle St. Gallen, 2009
- How to succeed in business with lecture, Bielefelder Kunstverein, 2009
- DU=D.E.U.T.S.C.H.L.A.N.D, Schauspiel Köln, 2008
- Organizational Behaviour II, Wiener Festwochen, 2008
- Rebellion inkl. 7 % MwSt., Hörspielforum der Filmstiftung NRW, Köln, 2005
- Schön hier!, Schauspiel Frankfurt, 2005
- Reflektion über das Scheitern II, Sophiensaele, Berlin, 2004
- Rollende Roadshow, Prater der Volksbühne Berlin, 2000

## Radio/Fernsehen
- 2009–2011 Audioguide zu Kunst im öffentlichen Raum, Hamburg. Palmen, Schiffe und Beton; Züge, Wiesen und Hotels; Grenzen, Gärten und Gedenken
- 2010 Catchy Tunnel for Catchy People – Zur Geschichte, Gegenwart und Zukunft der Unternehmenshymne, Live-Radioproduktion für SWR 2
- 2010 Wir nennen es Corporate Song (SWR)
- 2011 Konspirative Küchenkonzerte: Chodzinski erklärt die Mod-Bewegung, Fernsehsendung für ZDF Kultur gemeinsam mit der Band Superpunk
- 2013 Walter Filz: Pieta Piëch – Ein Dokumentar-Passionsspiel, Rolle als Lecture Performer (SWR)
- 2015 Dr. C.’s Conversationslexikon, Staffel I, Radiofeature-Reihe zu den Themen G wie Geld, E wie Effizienz, W wie Wachstum, S wie Schulden, (SWR)[12]
- 2016 Es ist der Alltag, Kurzhörspiel, nominiert für das Glühende Knopfmikro auf dem 7. Berliner Hörspielfestival – Das Festival des freien Hörspiels[21]
- 2017 Dr. C.’s Conversationslexikon – Staffel II, Radiofeature-Reihe zu den Themen A wie Aktie, I wie Innovation, M wie Management (SWR)
- 2019 Dr. C.’s Conversationslexikon – Staffel III, Radiofeature-Reihe zu den Themen P wie Projekt, D wie Digitalisierung, N wie Nachhaltigkeit (SWR)
- 2021 Dr. C.’s Conversationslexikon – Staffel IV, Radifeature-Reihe zu den Themen C wie Corporate Identity, L wie Lobby, T wie Tanzen (SWR)[12]
- 2024 Dr. C.’s Conversationslexikon – Staffel V, Radiofeature-Reihe zu den F wie Feierabend, V wie Verantwortung (SWR)[12]

## Publikationen
Eigenständige Buch- und Katalogpublikationen
- Sonne, Musik und schwierige Verhältnisse Textem, Hamburg 2011, ISBN 978-3-941613-79-9.
- V wie Verkrampfung. Textem, Hamburg 2011, ISBN 978-3-941613-57-7.
- Über stilvolle Bewegungen eines Pinsulaners in Städten und Organisationen. Textem, Hamburg 2009, ISBN 978-3-938801-86-4.
- Kunst und Wirtschaft – Peter Behrens, Emil Rathenau und der dm Drogerie Markt. Kulturverlag Kadmos, Berlin 2007, ISBN 978-3-86599-030-3.
- Vom gutgekleideten Tätigsein, widerständigem Tanzen und liberalen Städten, Texte und Präsentationen. Textem. Hamburg 2007, ISBN 978-3-938801-27-7.
- Revue#1: Bühnenmanuskript: Version II/b. Textem, Hamburg 2007, ISBN 978-3-938801-18-5.
- 8 Stunden sind ein Tag. Hamburg/Linz 2003.
- mit Hannes Kater: Das innere Leuchten checken. Braunschweig 1997.

als Herausgeber
- Raubkopie- E-Mail Informationsservice. 14 Ausgaben seit 2001.
- Interim – Hefte zum Thema. 5 Ausgaben seit 1999.
- Revision – Zeitung für Kunst und Ökonomie. 2 Ausgaben seit 1998.

Beiträge in Publikationen
- Zu einer notwendigen Unmöglichkeit. In: Kultur und Management. Heidelberg/Berlin 2014[22], ISBN 978-3-658-05871-5.
- Wie sich die Kunst auflöste und dabei wie neugeboren fühlte... In: What’s Next. Berlin 2013[23] ISBN 978-3-86599-200-0
- Gin In: Das Ende der Enthaltsamkeit, Hamburg: 2013[24]
- Ghosttown... In: O Kunstverein, Where Art Thou? Waldvogel/Anspach, Hamburg 2013[25]
- Labour Work Action. In: Transmission Annual. Sheffield/London 2013[26]
- DIN 69901 – It’ a Family Affair. In: Familienangelegenheiten. Kunstverein Hildesheim, Hildesheim 2009, ISBN 978-3-941560-35-2.
- Wir sind die, wir sind die, wir sind die Modernisten. In: Kultur & Gespenster, Nr. 8. Hamburg 2009[27] ISBN 978-3-938801-47-5.
- Von der Sehnsucht nach Widerständigkeit In: Subversion – Zum Verhältnis von Politik und Ästhetik der Gegenwart. Bielefeld 2008[28] ISBN 978-3-8394-0677-9
- Schade, alles ist ganz anders… In: Über teure Zeit und billigen Raum. Hildesheim/Berlin 2008[29]
- Das Projekt ist ein Ausnahmezustand. In: Palast der Projekte. Berlin 2008.
- Lieben Sie PowerPoint? In: DUZ-Magazin. Berlin 2008.
- Kunst und Stadtentwicklung – Wie man ein vegetarisches Restaurant mit einer Horde Kannibalen führt. Hg. IBA Hamburg, Hamburg 2008.
- In den Ruinen unsere Schlösser. In: Oh Gott, Galerie! Hamburg 2007[30]
- Geschäftsbericht des Zentrums fuer verkrampfte Kunst. In: Kultur & Gespenster, Nr. 4. Hamburg 2007,[31] ISBN 978-3-938801-26-0.
- Die Kunsthochschule gibt es noch! In: flexart/flexible@art. Linz 2007, ISBN 978-3-901112-38-6.
- Polemik eines Daheimgeblieben. In: Schöne Arbeit – Zur ökonomischen Situation der bildenden Kunst. Halle 2006, ISBN 978-3-86019-055-5.
- Schön hier!? In: Frankfurter Rundschau, Nr. 58/10, 9. März 2006
- Wanderdüne und Entwicklungsfrage. In: Produkt und Vision – Raffinierter überleben in Kunst und Wirtschaft. Berlin 2005, ISBN 978-3-86599-009-9.
- Liebe Dagmar. In: trans_areale_report 01. Linz 2004[32]
- Revision02-Kunst am Ende der Arbeit. In: Establish Cultural Worker! Ist die KulturArbeit (oder) Kunst? Linz 2003.
- december, the 2nd. In: Bone Response 02. Hamburg 2003.
- Kunsthochschule und Geld. In: Urtux – Kein Ort, überall – Kunst als Utopie. Nürnberg 2002, ISBN 3-933096-70-7.
- What the fuck means fast… In: Bone Response 01. Hamburg 2002.
- Sehnsucht und Qualität. In: art & economy. Hamburg 2002, ISBN 3-7757-1126-0.
- Weil ich nicht so schlau bin wie all die Ideologen und Theoretiker… In: real(work). Werkleitz Gesellschaft, Tornitz, Calbe und Barby 2000/2001.
- Abwasch und Consulting. In: starship, Nr. 3. Berlin 1999.[33]
- Wider das selbstmitleidige, egozentrische Heulen. In: beschreiben – zum beispiel eine kunsthochschule. Braunschweig/Köln 1999, ISBN 978-3-89770-080-2.
- Ökonomie. In: Gastspiel. Düsseldorf 1998, ISBN 3-928762-93-1.
- IBA-Labor Kunst und Stadtentwicklung: Das Betreiben eines vegetarischen Restaurants mit einer Horde Kannibalen. IBA, Hamburg 2008 (Hrsg. gemeinsam mit Jan Holtmann), ISBN 978-3-9812609-1-5.